# Deutsch (Zehrental)
Deutsch ist ein Ortsteil der Gemeinde Zehrental im Landkreis Stendal in Sachsen-Anhalt.

## Geographie
Deutsch, ein Doppelstraßendorf, liegt vier Kilometer nordnordwestlich von Groß Garz und 14 Kilometer nordwestlich der Hansestadt Seehausen (Altmark) am Faulen Graben im Norden der Altmark.
Die Nachbarorte sind Aulosen im Norden, Wanzer und Kahlenberge im Nordosten, Pollitz im Osten, Scharpenhufe und Groß Garz im Südosten, Harpe und Gollensdorf im Südwesten, sowie Drösede und Bömenzien im Nordwesten.
Der nördliche Teil der Gemarkung Deutsch gehört zur Aland-Elbe-Niederung, welche ein Teil vom Biosphärenreservat Mittelelbe ist. Im Süden und Südwesten der Gemarkung fließt der Zehrengraben.

## Geschichte

### Mittelalter bis 20. Jahrhundert
Eine gesicherte Erwähnung von Deutsch stammt aus dem Jahre 1208. Markgraf Albrecht II bestätigte dem Kloster Arendsee seine Besitzungen, darunter 2 Hufen im Dorf Duceke. 1319 heißt das Dorf Ducich als Waldemar, Markgraf der Mark Brandenburg, Besitzungen seines Hofes in der curia Aulosen an das Kloster Amelungsborn schenkte. Dazu gehörten 17 Dörfer, darunter Deutsch. Weitere Nennungen sind 1518 dat dorp tho Dutzke, 1541 Duetzke, 1608 Dutsche und 1687 Deutsche.
Um 1804 lebten im Dorf Deutsch 13 Ganzbauern, ein Halbbauer, ein Kossäte, zwei Käthner und sechs Einlieger. Darüber hinaus verfügte das Dorf über 19 Feuerstellen, einen Krug, gute Wiesen, Vieh- und Pferdezucht sowie 418 Scheffel Aussaat. Die Dorfkirche war eine sogenannte Mutterkirche der Inspektion Seehausen und postalisch war der Adressort ebenso Seehausen. Als Besitzer wurden „die von Jagow in Aulosen, Krüden und Stresow“ genannt.
Vom 26. bis 28. Juni 1987 fand die 1050-Jahr-Feier statt. Sie war verbunden mit einem Umzug im Dorf und einem Festgottesdienst mit einer Fotoausstellung in der Kirche. Das war zu jener Zeit etwas ganz Besonderes, vor allem wegen der Lage des Dorfes in der Sperrzone zur „Staatsgrenze West“.

### Ersterwähnung 937
Moritz Wilhelm Heffter, der Bearbeiter des Registers vom Codex diplomaticus Brandenburgensis, verortete das Dorf Dudizi in der Altmark, was aus der abgedruckten Urkunde von 937 nicht direkt erkennbar ist. Andere meinen, die Ersterwähnung von Deutsch sei Dudici und stamme aus dem Jahre 937. Der Historiker Peter P. Rohlach meint, das sei „eine Behauptung ohne jeden Beweis“.

### Herkunft des Ortsnamens
Heinrich Sültmann erkennt in den Erwähnungen 1208 Duceke, 1319 ducih, 1541 Duetzke den deutschen Personennamen thiuda und meinte: Hier wohnte die Sippe des „Dudicha“.
1898 hieß es, man erzählt, dass der Ort in früherer Zeit zur Unterscheidung zu Wendisch-Pollitz – Deutsch-Pollitz genannt worden sei. Später habe der erstere Ort einfach den Namen Pollitz, der letztere den Namen Deutsch erhalten.

### Landwirtschaft
Der leichte Mittelboden ist wenig zum Weizenbau geeignet. Es gibt gute Wiesen, aber geringe Weiden und wenig Waldung.
Bei der Bodenreform wurde 1945 festgestellt: 33 Besitzungen unter 100 Hektar hatten zusammen 464 Hektar, 3 Kirchenbesitzungen hatten zusammen 28 Hektar. 1948 hatten aus der Bodenreform 4 Kleinsiedler jeder unter 5 Hektar landwirtschaftliche Nutzfläche erhalten. Erst im Jahre 1958 entstand die erste Landwirtschaftliche Produktionsgenossenschaft vom Typ III, die LPG „Georgi Dimitroff“. 1960 gab es auch noch die LPGs vom Typ I „Einheit“ und „Einigkeit“. In den 1970er Jahren entstanden die LPG Pflanzenproduktion Drösede und die LPG Tierproduktion Gollendorf, die nach der Wende aufgelöst wurden.

### Eingemeindungen
Deutsch gehörte bis 1807 zum Seehausenschen Kreis, danach bis 1813 zum Kanton Pollitz im Königreich Westphalen, ab 1816 kam es in den Kreis Osterburg, den späteren Landkreis Osterburg in der preußischen Provinz Sachsen.
Am 25. Juli 1952 wurde Deutsch in den Kreis Seehausen umgegliedert. Am 2. Juli 1965 erfolgte die Umgliederung in den Kreis Osterburg. Am 1. Januar 1973 wurde die Gemeinde Deutsch in die Gemeinde Groß Garz eingemeindet und so zu einem Ortsteil von Groß Garz. Zum 1. Januar 2010 wurde Deutsch durch einen Gebietsänderungsvertrag ein Ortsteil der neugebildeten Gemeinde Zehrental, einem Mitglied der Verbandsgemeinde Seehausen (Altmark).

### Einwohnerentwicklung
| Jahr | Einwohner |
| ---- | --------- |
| 1734 | 131       |
| 1775 | 150       |
| 1789 | 015       |
| 1798 | 171       |
| 1801 | 129       |
| 1818 | 165       |
| 1840 | 256       |
| 1864 | 239       |

| Jahr | Einwohner |
| ---- | --------- |
| 1871 | 216       |
| 1885 | 219       |
| 1892 | [00]210   |
| 1895 | 246       |
| 1900 | [00]224   |
| 1905 | 218       |
| 1910 | [00]105   |
| 1925 | 203       |

| Jahr | Einwohner |
| ---- | --------- |
| 1939 | 175       |
| 1946 | 246       |
| 1964 | 168       |
| 1971 | 182       |
| 2014 | [00]109   |
| 2020 | [00]113   |
| 2021 | [00]111   |
| 2022 | [0]107    |

| Jahr | Einwohner |
| ---- | --------- |
| 2023 | [0]109    |

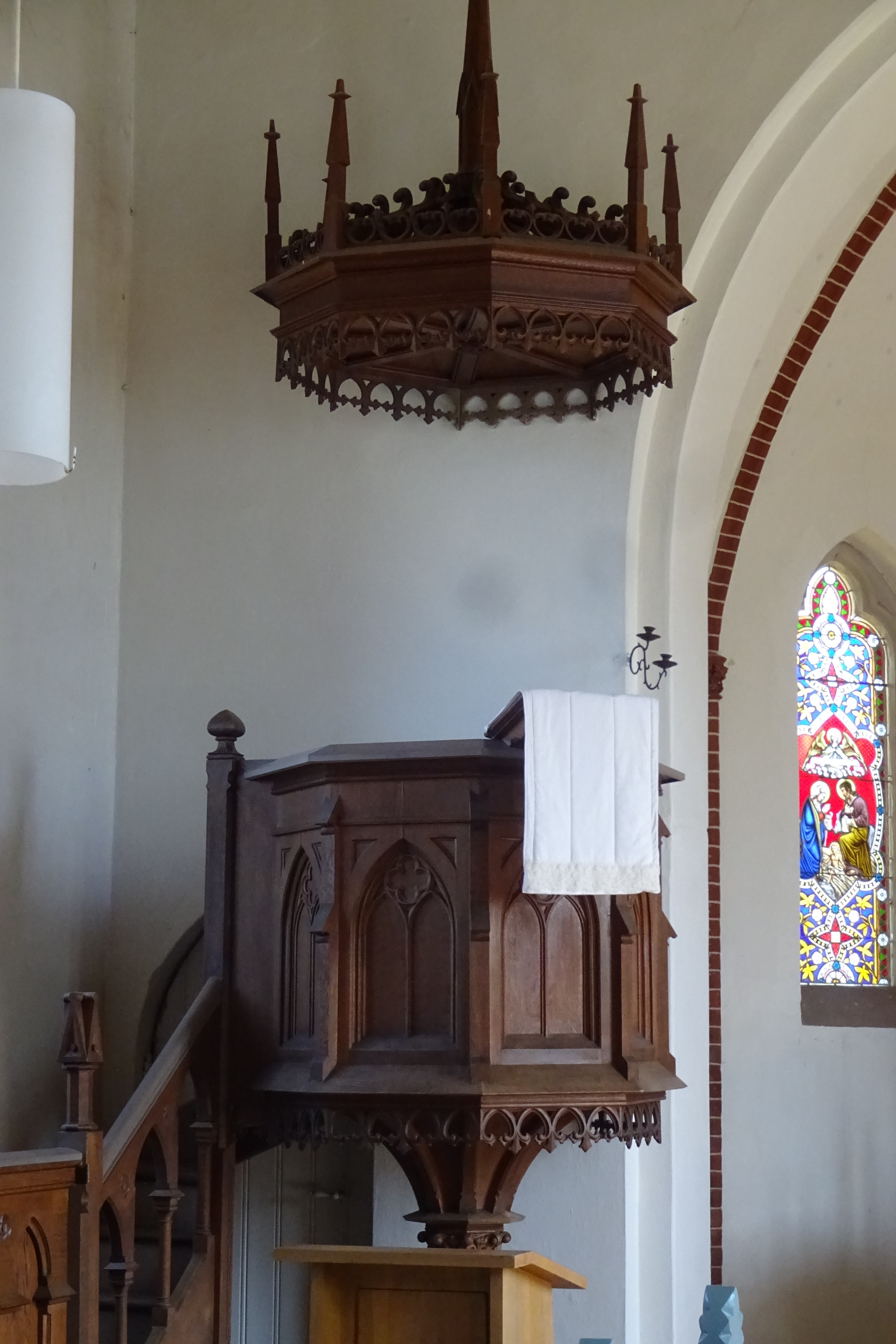
Kanzel und Buntglasfenster in der Dorfkirche

Quelle, wenn nicht angegeben, bis 1971:

## Religion
Die evangelische Kirchengemeinde Deutsch, die früher zur Pfarrei Deutsch bei Pollitz (Altmark) gehörte, ist seit 2005 ein Teil des Kirchspiels Groß Garz und Umgebung und wird betreut vom Pfarrbereich Beuster im Kirchenkreis Stendal im Bischofssprengel Magdeburg der Evangelischen Kirche in Mitteldeutschland.
Die ältesten überlieferten Kirchenbücher für Deutsch stammen aus dem Jahre 1690.

## Kultur und Sehenswürdigkeiten

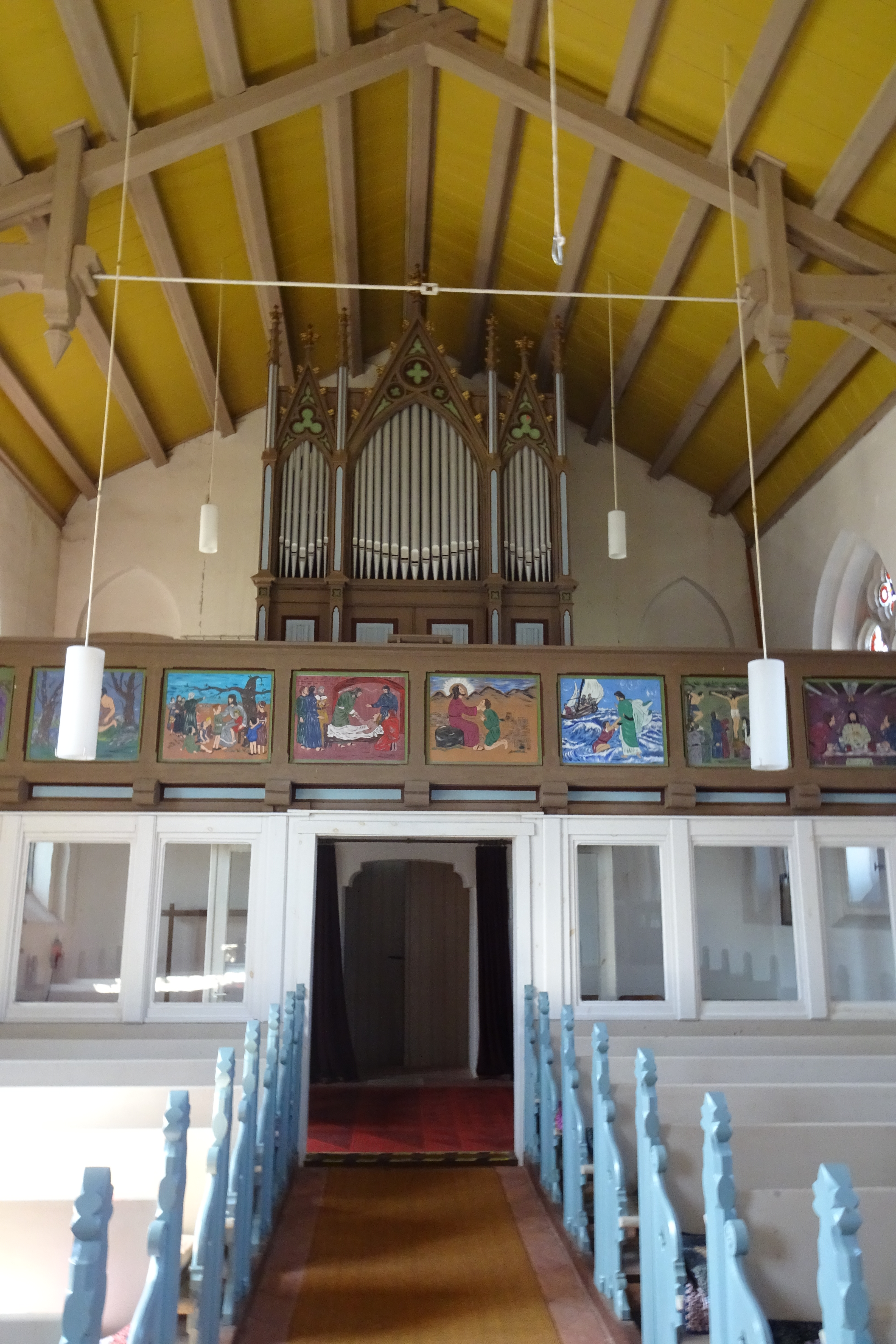
Innenansicht der Dorfkirche

- Die evangelische Dorfkirche Deutsch wurde 1886 im neogotischen Stil anstelle der baufälligen alten Feldsteinkirche errichtet. Für die Innenausstattung der Kirche lieferte der Holzbildhauer Gustav Kuntzsch aus Wernigerode den Altar,[27] die Kanzel, einen Predigerstuhl und Nummerntafeln.[28] Die Orgel stammt aus der Werkstatt des Orgelbauers Voigt aus Stendal. Auffallend sind die drei Buntglasfenster in der Apsis, die 1972 durch den Orkan Quimburga zerstört und danach in mühevoller Kleinarbeit von einem Glaser restauriert wurden.[29]
- Mehrere spätbarocke Fachwerkbauten stehen unter Denkmalschutz. Darunter ein Torhaus mit einer Inschrift.[30]
- In den Sommermonaten öffnet die Bücherkirche Deutsch.
- Auf dem Kirchhof befindet sich der Ortsfriedhof.

## Wirtschaft und Infrastruktur
Heute gibt es im Dorf eine Milchkuhanlage und eine Biogasanlage.